# Birchwood
Birchwood é uma vila localizada no estado norte-americano de Wisconsin, no Condado de Washburn.

## Demografia
Segundo o censo norte-americano de 2000, a sua população era de 518 habitantes. 
Em 2006, foi estimada uma população de 516, um decréscimo de 2 (-0.4%).

## Geografia
De acordo com o United States Census Bureau tem uma área de 
3,3 km², dos quais 2,9 km² cobertos por terra e 0,4 km² cobertos por água. Birchwood localiza-se a aproximadamente 385 m acima do nível do mar.

## Localidades na vizinhança
O diagrama seguinte representa as localidades num raio de 28 km ao redor de Birchwood. 